# Чузи, Виктор фон
Виктор фон Чузи цу Шмидхоффен (нем. Viktor von Tschusi zu Schmidhoffen; 28 декабря 1847, Смихов, Богемия, Австрийская империя (ныне район Праги, Чехия) — 5 марта 1924, Халлайн, Австрия) — австрийский орнитолог, писатель. Почетный гражданин Халлайна.

## Биография
Родился в семье офицера австрийской армии, потомка имперских рыцарей из Тироля. Учился у иезуитов недалеко от Вены. По окончании учёбы занялся изучением преимущественно птиц палеарктической фауны. В 17-летнем научился создавать чучела птиц для Императорского музея естественной истории.
В 1868—1870 год много путешествовал по Австрии, Богемии, северной Италии, северной Германии и Гельголанду, проводил исследования в Крконоше, Шумаве, Штирии , Каринтии, Крайне, провинции Триест, Хорватии, Тироле, Зальцбурге и Верхней Австрии., где встречался с другими орнитологами, знакомился со знаменитыми коллекциями птиц.
В течение своей жизни собрал коллекцию из около 10 000 экземпляров, которая сейчас находится в Императорском музее естественной истории, Зоологической государственной коллекции Мюнхена и Зальцбургском орнитологическом институте.
Один из первых членов Международного союза орнитологов. Член Немецкого общества орнитологов с 1868 г. Став известным специалистом в области птиц палеарктической фауны, оказал большое влияние на развитие орнитологии в Австро-Венгрии.
В 1882 г. был приглашён кронпринцем Рудольфом учредить и заведовать комитетом по орнитологическим наблюдательным станциям в Австро-Венгрии. Восемь лет он руководил орнитологическими станциями наблюдения в Австро-Венгрии, редактируя результаты работы и публикуя их в журнале Международного орнитологического комитета и в шести отдельных ежегодниках. Исследования, проведенные на орнитологических станциях наблюдения, способствовали созыву Первого Международного конгресса орнитологов и сильно повлияли на ход орнитологии во всем мире. 
Почётный доктор Инсбрукского университета.
Его коллекция палеарктических чучел птиц одна из полнейших в Западной Европе. С 1890 г. издавал журнал «Ornithologisches Jahrbuch, Organ für das palaearctische Faunengebiet» (Халлайн).
С 1871 г. жил в своём имении близ Халлайна.
Виктор фон Чузи был плодовитым писателем, автором более 700 публикаций.
Из его многочисленных орнитологических работ заслуживают наибольшего внимания:
- «Die Vögel Salzburg’s» (Зальцбург, 1877; «Nachtrag», 1886);
- «Bibliographia orniithologica. Verzeichnis der gesammten ornith. Litteratur der oesterr.-ung. Monarchie» («Verh. K. K. zool.-bot. Ges.», Wien, 1878);
- «Die Verbreitung und der Zug des Tannenhehers (Nucifraga caryocatactes L.) etc.» (там же, 1888);
- «Das Steppenhuhn (Syrrhaptes paradoxus Pall.) in Oesterreicn-Ungarn» («Mitth. naturw. Ver. Steierm», 1889);
- «Das Kaukasische Birkhuhn» (Tetrao miokosiewiczi Tacz.), eine monogr. Studie" («Ornith. Jahrb.», 1895, вместе с Ноской);
- «Das Kaukasische Königshuhn (Tetrao caucasiens Pall.), eine monogr. Studie» (вместе с Ноской, Галлейн, 1896).